# Bitka za prugu
Bitka za prugu јe epizoda seriјala Mali rendžer (Kit Teler) obјavljena u Lunov magnus stripu br. 161. Epizoda јe premijerno u bivšoj Jugoslaviji objavljena polovinom 1975. godine. Koštala je 6 dinara (0,34 $; 0,85 DEM). Imala je 117 strana. Izdavač јe bio Dnevnik iz Novog Sada. Epizodu je nacrtao Francesko Gamba, a scenario napisao Andrea Lavezzolo. Naslovnica je reprodukcija Donatellijeve naslovnice za istu epizodu. Nastavka ove epizode objavljen je u LMS163 Neustrašivi Gogo.

## Originalna epizoda
Ovo je epizoda  objavljena je u svesci pod nazivom Il cavallo d'acciao (Gvozdeni konj), koja je izašla premijerno u Italiјi u izdanju Sergio Bonnelli Editore u oktobru 1968. godine pod rednim broјem 59. Koštala јe 200 lira (0,32 $; 1,27 DEM).

## Kratak sadržaj
U jednom gradu na Istoku u sedištu kompanije New Railway Komodor Držordž Hamilton pokušava da omete radove na izgradnji pruge sa preko 400 radnika koju vodi industrijalac Nejl Firp. Centralna komanda rendžera šalje zahtev Kitovom utvrđenju da pošalje patrolu do gradilišta. Hamilton potplaćuje grupu kauboja da ubedi indijansko pleme koje predvodi poglavica Divlji Konj da će pruga proći preko indijanskog groblja. Divlji Konj diže celo pleme koje dolazi na gradilište da izrazi protest. Firp stiže na gradilište sa svojim sekretarom Mek Dermotom, koji radi za Hamiltona. Prve noći on pokušava da sabotira izgradnju pruge tako što postavlja eksploziv. Sabotaža nije uspela. Da bi odobrovoljio Divljeg Konja, Firp mu poklanja gramofon. U tom na gradilište stiže i Kit praćen Frenkijem i Ibrahimom. (Frenki na gradilištu sreće Maks Hevita koji takođe poznaje Ani 4 Pištolja.) Koman ne odustaje od drugačijih vidova sabotaže. On šalje grupu pustolova sa ciljem da miniraju indijansko groblje, očekujući da će indijanci zaključiti da su to uradili radnici sa gradilišta. Divlji Konj ponovo diže indijance sa namerom da napadnu gradilište kao osvetu za razoreno groblje. Najstariji sin Divljeg Konja krišom kreće da obavesti Kita (koga indijanci zovu Verni Nož) o napadu koji se sprema. Kit priprema gradilište za odbranu od napada. Indijanci napadaju gradilište terajući bizone ispred sebe, ali je Kt uspeo da dinamitom rastera većinu bizona. Ipak, bizoni koji su nastavili stigli su do gradilišta i razorili ga, ali su naposletku završili u kanjonu. Kit saznaje da je Divlji Konj povređen i odmah organizuje medicijnsku pomoć na gradilištu.

## Prethodna i naredna epizoda
Prethodna sveska nosila je naziv Rumeni izvor (LMS159), a naredna Neustrašivi Gogo (LMS163), koja ujedno predstavalja i nastavak ove epizode.